# Чеща Вас
Чеща Вас (словен. Češča vas) — поселення в общині Ново Место, регіон Південно-Східна Словенія, Словенія. Висота над рівнем моря: 168,7 м.